# 前田誠 (野球)
前田 誠（まえだ まこと、1961年 - ）は、高知県出身の元アマチュア野球選手・指導者である。ポジションは外野手。

## 来歴・人物
明徳高校卒業後に駒澤大学に入学する。1983年は春季リーグ戦でベストナインとなり、大学選手権では同期で主将の白井一幸らとチームの優勝に貢献し、最多三塁打2本という記録を打ち立てた。同年の日米大学野球選手権大会の全日本メンバーにも選ばれた。高校、大学の1年後輩に河野博文、横田真之がいる。
大学卒業後は、社会人野球の東芝のチームに入団し、1987年の都市対抗では大会優秀選手に選ばれた。
1988年のソウルオリンピック日本代表にも選ばれた。
1991年の都市対抗でも大会優秀選手に選ばれた。
その後は、東芝でコーチを務めた。